# Bhadrawah
Bhaderwah (hindi: भदेरवाह) o Bhadarwah és una vila del districte de Doda en l'estat indi de Jammu i Caixmir, Índia. La vall de Bhaderwah és principalment una vila muntanyosa situada a 80 km de Batote

## Història
Bhadrawah fou un estat situat a Caixmir, a la frontera amb els estats de les muntanyes de Simla, al nord-oest de Chamba.
Segons la tradició fou fundat vers el segle X per Radhik Pal, germà del raja de Basohli. Inicialment segurament fou un feu i no va esdevenir independent fins segles després. El 1628 l'estat fou envaït per Basohli i restablert com a vassall. Encara que la tradició dona per fundada Bhadrawah al segle x, probablement la ciutat fou fundada al segle xviii per Medini Pal.
El seu fill Sampat Pal va construir el fort de Ratangarh que va anomenar Medinipur. Fateh Pal va haver de pagar tribut a Chamba a partir del 1783 pagant 3000 rúpies a l'any; finalment el 1790 va ser deposat i deportat a Chamba on va restar presoner al Pakki Chauki (Vell Palau) fins a la seva mort en data desconeguda. Daya Pal va ser deposat en lluites internes (vers 1800) però va tornar al poder i Bhup Pal, que havia pujat al tron fou tancat de per vida al Pakki Chauki (Vell Palau) de Chamba; finalment va abandonar el poder i es va retirar el 1810 a Dinanangar on va morir en data desconeguda. Pahar Chand, fill de Bhup Pal, va pujar llavors al tron; el 1820 es va revoltar contra Chamba i va demanar ajut al Maharaja Ranjit Singh dels sikhs, que a canvi de la cessió de Bhadrawah, li va concedir la pargana de Rihlu (vers juny de 1821) on es va traslladar, morint més tard a Arimtsar. Algunes branques col·laterals van conservar governs a les muntanyes.
L'estat fou governat per oficials sikhs del 1821 al 1833; el 1833 es va nomenar governador a Raja Zorawar Singh (1833-1845) amb el títol de Chhota Raja, que va conservar fins a la seva mort; el va succeir Raja Prakim Singh, però aquell mateix any l'estat fou annexionat i pel tractat d'Amritsar de 16 de març de 1846 tot el territori de les muntanyes a l'oest del riu Ravi fou cedit als britànics pel maharaja Ghulab Singh de Jammu.
Hi ha dos llistes de sobirans, una al "vansavali":
- 1. Raja DHARI PAL
- 2. Raja KALAS PAL
- 3. Raja ICHHA PAL
- 4. Raja RANSINGH PAL
- 5. Raja DHARM PAL
- 6. Raja BIKRAM PAL
- 7. Raja BISHAMBAR PAL
- 8. Raja NAG PAL, mort vers 1620

i una vernacular:
- 1. Raja BHADR PAL
- 2. Raja PRITHVI PAL
- 3. Raja AJIA PAL
- 4. Raja KELAS PAL
- 5. Raja KISHAN PAL
- 6. Raja MAHAN PAL
- 7. Raja NAG PAL, mort vers 1620
- 8. Raja BISHAMBAR PAL

Després la llista continua ja més precisa:
- 9. Raja BHAKT PAL
- 10. Raja DHRUV PAL (fill) ?-1691
- 11. Raja ABHAYA PAL (fill) 1691-1707
- 12. Raja MEDINI PAL (fill) 1707-1735
- 13. Raja SAMPAT PAL (fill) 1735-1770, born 1710
- 14. Raja FATEH PAL (fill) 1770-1790
- 15. Raja DAYA PAL (fill) 1790-1794
- 16. Raja BHUP CHAND 1794-?
- 15. Raja DAYA PAL (segona vegada) ?-1810
- 17. Raja PAHAR CHAND 1810-1821